# Kegelweg

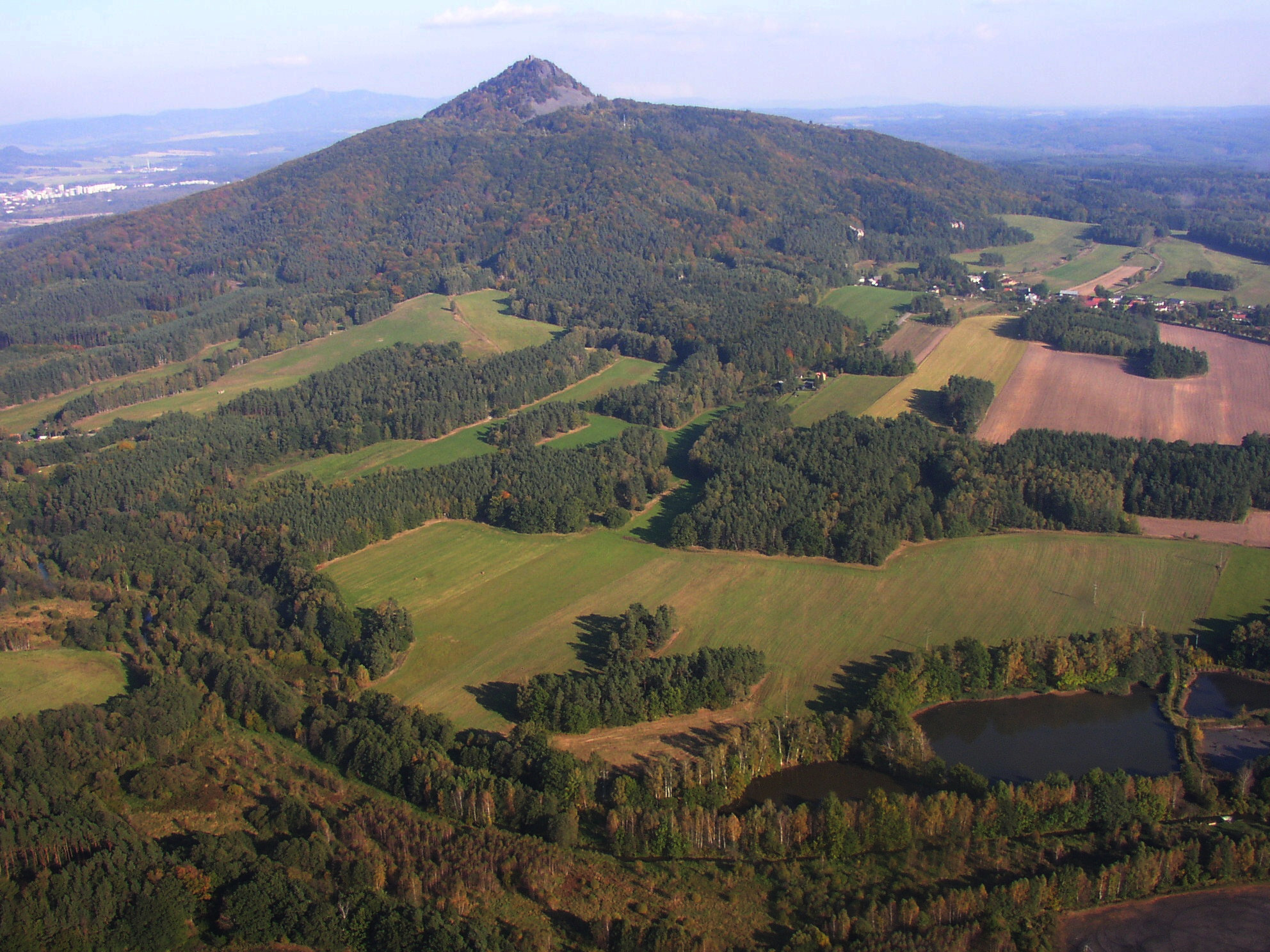
Verlauf des ehemaligen Kegelwegs am Rollberg bei Niemes

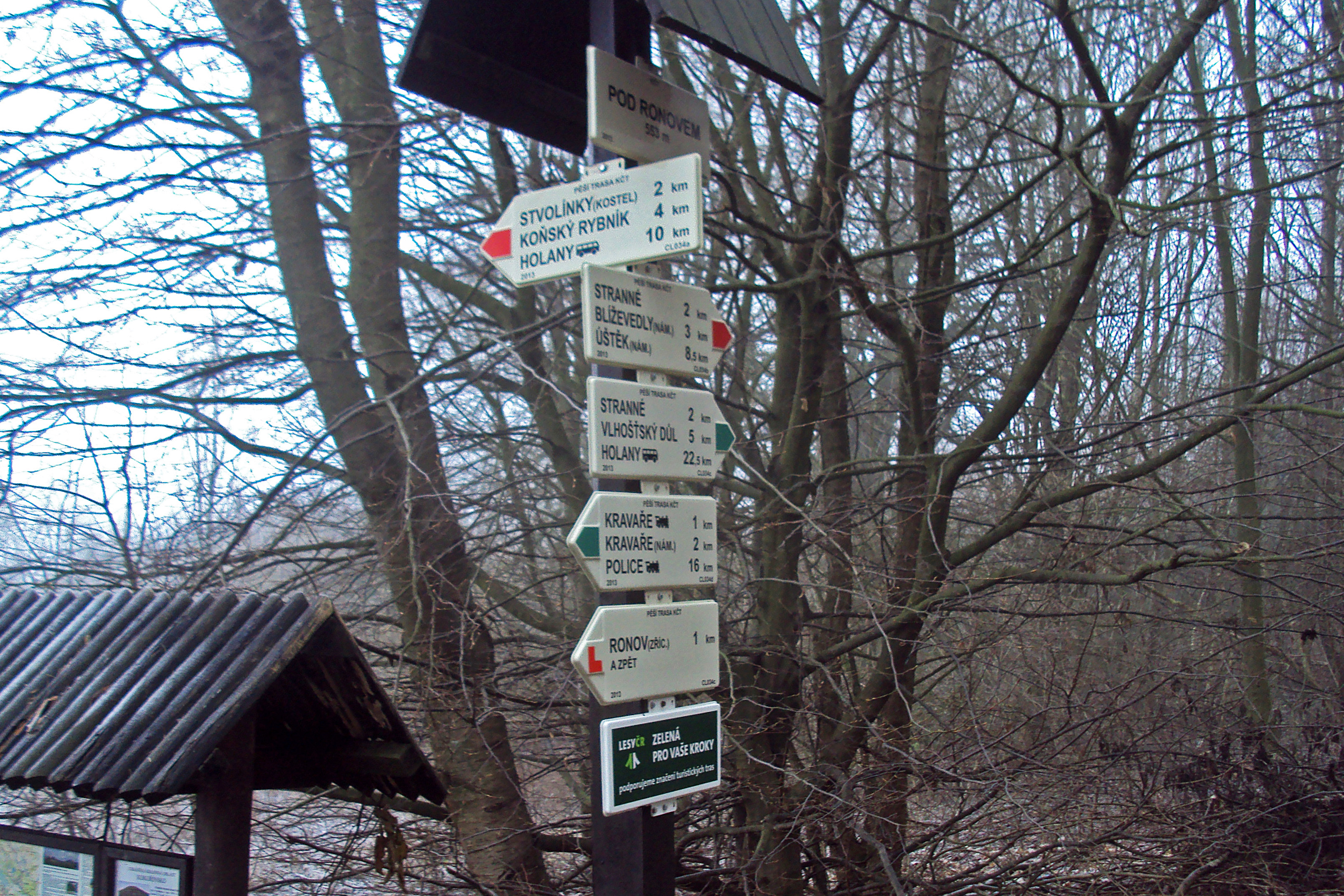
Heutiger Wegweiser am historischen „Kegelweg“ unterhalb des Ronbergs

Der Kegelweg (tschech. Kuželovka) war ein historischer Wanderweg vom Jeschkengebirge (Ještědský hřbet) über das Rollberg-Hügelland (Ralská pahorkatina) zum Böhmischen Mittelgebirge.
Er war ein Höhenweg, der über die wichtigsten Kegelberge (daher der Name) der Region führte und dabei vom Ausgangspunkt Jeschken (Ještěd) über Böhmisch Leipa (Česká Lípa), Leitmeritz (Litoměřice) und Lobositz (Lovosice) bis zum Milleschauer (Milešovka) verlief. Als Wegzeichen zur Markierung des Wanderwegs diente ein blaues Dreieck.

## Geschichte
Der Kegelweg wurde im Jahre 1906 eröffnet.
Unter der Federführung des Nordböhmischen Exkursionsklubs waren an der Erschließung der Verschönerungsverein Leipa, der Verschönerungsverein Niemes, der Gebirgsverein für das Jeschken- und Isergebirge sowie die Leitmeritzer und Lobositzer Mittelgebirgsvereine beteiligt.
Seit dem Jahre 1945 wurde der Wanderweg nicht mehr durchgehend ausgewiesen, man kann aber große Strecken des ehemaligen Weges auf den heutigen markierten Wanderwegen erschließen, siehe Wanderungen auf dem Kegelweg.

## Verlauf

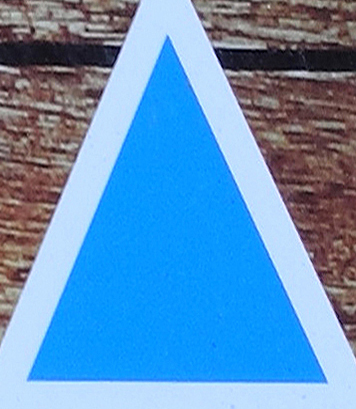
Ehem. Kegelweg-Markierung

Auf einer Wanderkarte des Aussiger Gebirgsvereins ist er als Wanderweg „Blaues Dreieck“ von Niemes (Mimoň) bis zum Milleschauer dargestellt:
Der Weg führte vom Jeschken (Ještěd)  über den Auerhahnsattel (Tetřeví sedlo) oder Ausgespann (Výpřež)  – Drausendorf (Druzcov)  – Johannestal (Janův Důl)  – Polzenquelle (Pramen Ploučnice)  – Oschitz (Osečná)  – Bad Kunnersdorf (Lázně Kundratice)  – Burgruine Dewin (Děvín)  nach Hammer am See (Hamr) .
Von Hammer am See ging es über Wartenberg (Stráž pod Ralskem)  – Meierhof Klein Roll (Malé Ralsko) – Rollberg (Ralsko)  – Aussichtspunkt Julienhöhe (Juliiná vyhlídka)  – Sandsteinturm Molkenkrug (Džbán)  – Rabendorf (Vranov)  nach Niemes (Mimoň) .
Eine Variante des Wegs führte über den Ziegenrücken (Kozí hřbet)  und den Hirschberg (Jelení vrch)  – Meierhof Groß Roll (Velké Ralsko) zum Rollberg (Ralsko).
Eine weitere, den Rollberg umgehende Variante führte von Klein Roll über den Polzendurchbruch „Höllenschlund“ (Průrva Ploučnice)  – Neuland am Rollberg (Noviny pod Ralskem)  – Rehwasser (Srní Potok)  nach Niemes.
Von Niemes auf dem Niemeser Weg (Mimoňská stezka) – Voitsdorf (Bohatice)  – Kamnitzberg (Kamenický kopec) nach Reichstadt (Zákupy) .
Von Reichstadt über die Mariannenhöhe (Mariánská výšyna)  – Frauenteich (Panin rybník)  – Israelberg (Židovský vršek) – Dobern (Dobranov)  – Pießnig (Písečná)  – Leipaer Spitzberg (Špičák)  – Böhmisch Leipa (Česká Lípa)  – Kahlenberg (Holý vrch) – Tiefendorf (Bořetín)  – Koselspitze (Kozel) – Dorf Kosel (Kozly)  – Kolben (Konlé)  – Drum (Stvolínky)  zur Burgruine Ronberg (Ronov) .
Vom Ronberg ging es über Bleiswedel (Blíževedly)  – Skalken (Skalka) – Schönborn (Krásná Studánka)  – Burgruine Helfenburg (Helfenburk)  oder über den Neuländer Kapellenberg (Kalvárie)  und Neuland (Ostré)  nach Auscha (Úštěk) .
Von Auscha weiter über Haber (Habřína)  – Nieder Wessig (Dolní Vysoké)  – Ratzken (Hradec)  – Lewin (Levín)  mit dem ehemaligen Geltschbad (Lázně Jeleč)  – Hutzkau (Lhotsko)  zum Geltschberg (Sedlo) .
Vom Geltschberg über die Geltschhäuser (Jeleč)  – Nieder Tenzel (Dolní Týnec)  – Triebsch (Třebušín)  – Kutteslawitz (Chudoslavice)  – Michzen (Myštíce)  – Goldberg (Liščin)  – Rabenstein (Laffitova vyhlídka)  – Kreuzberg (Křížová hora)  – Skalitz (Skalice)  und Pokratitz (Pokratice)  nach Leitmeritz (Litoměřice) . Eine Variante führte von den Geltschhäusern über Ploschkowitz (Ploskovice)  nach Leitmeritz.
Von Leitmeritz über die Radebeule (Radobýl)  – Tschalositz (Žalhostice)  – Pistian (Píšťany)  zur Elbfähre nach Lobositz (Lovosice).
Von Lobositz  über Welhotta an der Elbe (Lhotka nad Labem)  – Klein Tschernosek (Malé Žernoseky)  oder über den Lobosch (Lovoš)  zum Wopparner Tal (Opárenské údolí)  und nach Wellemin (Velemín) , weiter über den Pilkauer Steig (Bílská stezka) und auf den Milleschauer oder Donnersberg (Milešovka) . Eine Variante führte über die Wostrey (Ostrý)  mit der Burgruine Scharfenstein (Šarfnštejn) – Leinitz (Mlýnce) und Milleschau (Milešov)  zum Donnersberg. Später wurde der Weg vom Milleschauer bis zum Borschen (Bořeň)  verlängert.